# Sigfrido de Luxemburgo
Sigfrido (c. 922 - 28 de octubre de 998) es considerado el primer conde de Luxemburgo. En realidad fue conde de Moselgau y de Las Ardenas. Fue, además, el protector de las abadías de Sainkt Maximin en Tréveris, y de Sankt Willibrord en Echternach.
Se ha especulado con la posibilidad de que fuera hijo del Conde Palatino Wigerico de Lotaringia y de Cunigunda. Es el fundador de la Casa de Luxemburgo, una rama cadete de la Casa de Limburgo.
Recibió posesiones de su padre en la Alta Lorena. En el centro de sus dominios construyó la primera fortaleza de Luxemburgo en 963, alrededor de la cual se desarrolló pronto una población. Aunque usó el título de conde, el título "conde de Luxemburgo" como tal fue utilizado pasados unos 150 años.
Alrededor del año 950, contrajo matrimonio con Heduiga (Hedwig) de Nordgau, hija de Eberardo IV de Nordgau, teniendo la siguiente descendencia:
- Enrique I de Luxemburgo.
- Sigfrido, citado en 985.
- Federico I, conde de Salm y Luxemburgo.
- Teodorico I, Obispo de Metz.
- Adalberon, canónigo de Tréveris.
- Gisleberto, fallecido en 1004. Conde de Moselgau.
- Cunigunda, esposa de Enrique II, Emperador del Sacro Imperio Romano Germánico.
- Eva, esposa de Gerardo, conde de Metz.
- Ermentrude, abadesa.
- Lutgarda, esposa de Arnulfo de Holanda.
- Una hija, casada con Thietmar.